# 克里斯蒂冰川
克里斯蒂冰川（英語：Christy Glacier），是南極洲的冰川，位於阿蒙森海岸，處於毛德王后山脈地區，最終在布雷耶山西南面注入阿蒙森冰川，美國地質調查局根據測量和該國海軍的空中照片繪入地圖，現時由南極條約體系管理。